# Campeonato Mundial de Tiro con Arco al Aire Libre de 1971
El XXVI Campeonato Mundial de Tiro con Arco al Aire Libre se celebró en York (Reino Unido) entre el 18 y el 31 de julio de 1971 bajo la organización de la Federación Internacional de Tiro con Arco (FITA) y la Federación  de Tiro con Arco.

## Medallistas

### Masculino
| Evento                  | Oro                                                    | Plata                                                        | Bronce                                                    |
| ----------------------- | ------------------------------------------------------ | ------------------------------------------------------------ | --------------------------------------------------------- |
| Arco recurvo individual | John Williams Estados Unidos                           | Kyösti Laasonen · Finlandia                                  | Wayne Pullen · Canadá                                     |
| Arco recurvo por equipo | John Williams Edwin Eliason Larry Smith Estados Unidos | Kyösti Laasonen · Kari Kyllonen · Jorma Sandelin · Finlandia | Wayne Pullen · Donald Jackson · Larry Courchaine · Canadá |

### Femenino
| Evento                  | Oro                                                                     | Plata                                                 | Bronce                                                  |
| ----------------------- | ----------------------------------------------------------------------- | ----------------------------------------------------- | ------------------------------------------------------- |
| Arco recurvo individual | Emma Gapchenko URSS                                                     | Doreen Wilber Estados Unidos                          | Maria Mączyńska · Polonia                               |
| Arco recurvo por equipo | Maria Mączyńska · Jadwiga Szoszler-Wilejto · Irena Szydłowska · Polonia | Emma Gapchenko Nadezhda Lonskai Virve Holtsmeier URSS | Doreen Wilber Victoria Cook Nancy Myrick Estados Unidos |

## Medallero
| Núm. | País           | Oro | Plata | Bronce | Total |
| ---- | -------------- | --- | ----- | ------ | ----- |
| 1    | Estados Unidos | 2   | 1     | 1      | 4     |
| 2    | URSS           | 1   | 1     | 0      | 2     |
| 3    | Polonia        | 1   | 0     | 1      | 2     |
| 4    | Finlandia      | 0   | 2     | 0      | 2     |
| 5    | Canadá         | 0   | 0     | 2      | 2     |
|      | TOTAL          | 4   | 4     | 4      | 12    |